# Марко Аурелио Мело
Марко Аурелио Мендес де Фариас Мело (на португалски: Marco Aurélio Mendes de Farias Mello, р. 12 юли 1946) е бразилски магистрат - съдия от Върховния федерален съд на Бразилия, назначен от президента Фернандо Колор, който е негов братовчед. От 1982 г. е професор по право в Университетския център на Бразилия и в Бразилския университет.
Марко Аурелио Мело е роден на 12 юли 1946 г. в Рио де Жанейро. Син е на алагоанеца Плинио Афонсо де Фариас Мело и на Еуниси Мендес. Марко е племенник на бразилския сенатор Арнон Афонсо де Фариас Мело (1911 - 1983), който е баща на бразилския президент Фернандо Колор.
Марко завършва основно и средно образование в Колежио Суза Маркес и Колежио Педро II в Рио де Жанейро. През 1973 г. завършва правни и социални науки в правния факултет на Федералния университета на Рио де Жанейро, където през 1982 г. придобива и магистърска степен по частно право.
Първоначално работи като адвокат към Федерацията на независимите търговци в Гуанабара, ръководи юридическите отдели на Регионалния съвет на търговските представители на Рио де Жанейро и на Федералния съвет на търговските представители. Адвокат е и на свободна практика в Рио де Жанейро.
През 1975 г. Марко Аурелио започва работа като заместник-прокурор в Трудовата прокуратура. През 1978 г. става член на Регионалния съд на труда на Първи регион от конституционната квота на прокуратурата. През 1981 г. Марко Аурелио е избран за съдия във Висшия съд на труда и между 1988 г. и 1990 г. е главен корежедор на труда.
През май 1990 г. Марко Аурелио е номиниран за съдия във Върховния федерален съд на Бразилия от тогавашния президент и негов братовчед Фернандо Колор, за да заеме мястото на пенсиониралия се Карлос Мадейра. На 22 май същата година номинацията е одобрена от Федералния сенат с мнозинство от 50 гласа срещу 3 против, след което Марко Аурелио встъпва в длъжност на 13 юни 1990 г.